# CD13
En inmunología se denomina CD13 (del inglés cluster of differentiation 13) o aminopeptidasa N a un tipo de antígeno CD propio del sistema inmune de mamíferos. Se caracteriza por poseer un peso molecular de 150-170 kDa y su naturaleza bioquímica lo encuadra dentro de la familia de enzimas metaloproteasas. Una de sus funciones biológicas conocidas hasta hoy en la célula es: hidrolizar proteínas con su actividad metaloproteasa de zinc. Se expresa específicamente en células mielomonocíticas.